# Zofia Siemaszko
Zofia Alicja Siemaszko (ur. 7 maja 1907 w Grodzisku Mazowieckiem, zm. 14 maja 2009 w Warszawie) – polska artystka, grafik, rzeźbiarka, malarka i medalier. Uczestniczka powstania warszawskiego.

## Życiorys
Urodziła się w rodzinie Gustawa Budzyńskiego h. Dąbrowa (1882–1970) i Heleny (1880–1973). Uczyła się m.in. w Akademii Sztuk Pięknych w Warszawie, gdzie ukończyła dyplom artystki malarki w roku 1933. Wielokrotnie współpracowała z mężem Adamem Siemaszko, m.in. przy pracach dla Pawilonu Polskiego na Wystawę Światową w Paryżu (1937), a także przy dekoracji statków MS Sobieski i MS Chrobry.
W czasie II wojny światowej była m.in. łączniczką Biura Informacji i Propagandy Komendy Głównej Armii Krajowej. Jako grafik brała udział w Akcji "N". Za zasługi w czasie powstania warszawskiego została odznaczona Krzyżem Armii Krajowej.
Większość jej przedwojennych prac malarskich została zniszczona i rozkradziona w latach 1944–1945. Po 1948, po powrocie męża z niewoli, zajęła się odbudową rodzinnego domu na Żoliborzu. Poświęciła się również pracy artystycznej, w tym szczególnie miniaturom malarskim, na których portretowała wybitne postacie historyczne, w tym wojskowych i artystów, a także członków rodziny i przyjaciół. Pracowała również jako grafik, m.in. dla czasopism Antena oraz Radio i Świat. Wykonała tablice pamiątkowe, m.in. na Bramie Straceń. Wykonała także liczne prace medalierskie oraz portrety w technice czarno-białego rysunku.
22 czerwca 1933 wyszła za rzeźbiarza Adama Siemaszkę.
Zmarła 14 maja 2009, pochowana w grobie rodzinnym na cmentarzu Powązkowskim (kwatera 155b-1-8,9).
Opiekę nad spuścizną po małżeństwie Siemaszków sprawują Marianna Sankiewicz-Budzyńska i Gustaw Budzyński.